# Francisco Bulnes Sanfuentes
Francisco Enrique Bulnes Sanfuentes (Santiago, 8 de agosto de 1917-Santiago, 28 de octubre de 1999) fue un abogado y político conservador chileno. Se desempeñó como diputado y senador durante las décadas de 1940, 1950, 1960 y 1970.

## Biografía

### Familia
Nació el 8 de agosto de 1917 en Santiago; hijo de Francisco Bulnes Correa, quien fuera diputado y senador por el Partido Liberal (PL), y de Blanca Sanfuentes Echazarreta. Entre sus hermanos se encontraban los exparlamentarios Jaime y Manuel Bulnes Sanfuentes.
Fue conocido entre sus amigos y colegionarios como Don Pancho o El Marqués. Perteneció a una connotada y extensa familia de políticos. En el año de su nacimiento, su abuelo paterno era senador y su abuelo materno, Juan Luis Sanfuentes, presidente de la República. Además, su bisabuelo Manuel Bulnes Prieto, fue también presidente de la República al igual que su tatarabuelo, Francisco Antonio Pinto.
Uno de sus nietos es el abogado Felipe Bulnes, quien fuera ministro de Estado en el primer gobierno de Sebastián Piñera. Entre sus otros parientes de destacada figuración Nacional se encuentran su sobrino Juan Pablo Bulnes Cerda, abogado del caso Karadima y el hermano de éste, Luis Bulnes Cerda, perpretador del asesinato del general René Schneider. Por otra parte, su sobrino Juan Luis Ossa Bulnes se desempeñó como diputado entre mayo y septiembre de 1973.
Se casó en 1939 con Elisa Ripamonti Barros, de la cual enviudó y con quien tuvo seis hijos.

### Estudios y actividad laboral
Sus estudios primarios y secundarios los realizó en el Liceo Alemán de Santiago. Al finalizar su etapa escolar, ingresó a la Pontificia Universidad Católica (PUC), donde se tituló de abogado el 7 de diciembre de 1939 con la presentación de la memoria Diversas formas del contrato de prendas en nuestra legislación. También estuvo un año en la Universidad de Chile, debido a sus intereses por las luchas políticas. 
Profundamente católico estuvo a punto de elegir ser sacerdote, pero su camino estaba en el servicio público.
En otro ámbito, aún no titulado, se desempeñó en 1936, como prosecretario de Copec y, luego, como secretario general de la misma empresa.
Una vez egresado, entre 1942 y 1943, se entregó a la labor docente como profesor auxiliar en la Facultad de Derecho de su universidad.

## Carrera política

### Inicios
Inició sus actividades políticas ingresando al Partido Conservador en 1935, diferenciándose de su padre y hermanos, que eran liberales. Dentro de esta colectividad cumplió diversos cargos. En los primeros años, asumió como presidente del Centro de Estudiantes Conservadores en 1937 y como vicepresidente nacional de la Juventud Conservadora desde 1939 hasta 1941, año en que fue elegido presidente nacional de la misma, ejerciendo el cargo hasta 1943. Al año siguiente fue nombrado como vocal de la Junta Ejecutiva de su colectividad, cargo que ocupó hasta 1966.

### Diputado
En las elecciones parlamentarias de 1945, fue elegido como diputado por la 10.ª Agrupación Departamental (correspondiente a los departamentos de San Fernando y Santa Cruz), por el período legislativo 1945-1949. Durante su labor se integró a las Comisiones de Constitución, Legislación y Justicia, de Relaciones Exteriores, de Hacienda y a la Comisión encargada de estudiar el problema del trigo, en 1947.
En las elecciones parlamentarias de 1949, obtuvo la reelección diputacional por la misma zona, por el período 1949-1953. En esa ocasión continuó participando de las Comisiones de Constitución, Legislación y Justicia y de Relaciones Exteriores y se incorporó a la Comisión de Minería y Fomento Industrial.
Paralelamente, dentro de su partido asumió la vicepresidencia nacional desde 1950 hasta 1952.

### Senador
En las elecciones parlamentarias de 1953, fue elegido como senador por la 5ª Agrupación Ñrovincial de O'Higgins y Colchagua, por el período 1953-1961. Pasó a formar parte de las Comisiones de Constitución, Legislación y Justicia, de Relaciones Exteriores, de Salud Pública, de Gobierno Interior, de Educación Pública y de Economía y Comercio. Además, perteneció a la Comisión Mixta especial que estudió lo relacionado con límites en Alto Palena, en 1956 y a la Mixta especial encargada de estudiar un procedimiento para impedir la incorporación de materias ajenas a los proyectos de ley, en 1958. También, fue miembro de la Unión Interparlamentaria y del Grupo Regional Panamericano, entre 1959 y 1960.
En las elecciones parlamentarias de 1961, obtuvo la reelección senatorial por el período 1961-1969. Durante su labor legislativa, participó del Comité Parlamentario Conservador entre 1965 y 1966; luego integró el Comité Parlamentario Nacional, debido a su incorporación a esta colectividad en 1966, la que fundó junto a Pedro Ibáñez Ojeda (su consuegro), Sergio Onofre Jarpa y Víctor García Garzena.
Entre 1963 y 1969 viajó a diversos congresos. Se trasladó a Belgrado para asistir a la 52.ª Conferencia Interparlamentaria Mundial en 1963. Luego, en 1965 viajó a Montevideo, invitado a la II Asamblea Ordinaria del Parlamento Latinoamericano. Y por último, en 1969, viajó a Ecuador para participar de la IV Asamblea Ordinaria del Parlamento Latinoamericano.
En las elecciones parlamentarias de 1969, fue nuevamente confirmado en su cargo de senador, pero, por la 7ª Agrupación Provincial de Ñuble, Concepción y Arauco, y en representación del Partido Nacional (PN), por el período legislativo 1969-1977. Durante el ejercicio de su cargo alcanzó a participar de la Comisión Especial de Reforma al Reglamento del Senado en 1971 y presidió la Comisión de Legislación y Justicia, en 1973. Sin embargo, vio interrumpida su labor como parlamentario, como consecuencia de la disolución del Congreso Nacional debido al golpe de Estado del 11 de septiembre de 1973.

### Últimos años y fallecimiento
Posteriormente, en 1975, fue designado por la dictadura militar del general Augusto Pinochet, como embajador de Chile en el Perú, representación que debió poner término abruptamente en 1979, al ser declarado persona non grata por el gobierno peruano del general Francisco Morales Bermúdez a raíz de dos casos de espionaje a favor de su país, descubiertos meses antes, que inclusive terminaron con el fusilamiento de un militar peruano acusado de traición. A su regreso a Chile, se incorporó al Consejo de Estado y fue asesor de la Cancillería chilena, en 1982. También volvió a ejercer como abogado. Integró también el directorio de la empresa Soprole.
Paralelamente, en 1983 contribuyó a fundar el Movimiento de Unión Nacional (MUN) junto a Pedro Ibáñez Ojeda, y Andrés Allamand, quienes dieron nacimiento al partido Renovación Nacional (RN), al cual se integró en 1987, formando parte de su Comisión Política hasta su fallecimiento.
En agosto de 1985, participó como uno de los suscriptores del «Acuerdo Nacional para la Transición a la Plena Democracia».
Falleció en Santiago, el 28 de octubre de 1999, producto de un infarto mientras dormía en su residencia en la comuna de Las Condes. Sus funerales se realizaron al día siguiente en el Parque del Recuerdo, tras una misa en la Parroquia Santa Elena. A su muerte el Senado se reunió para rendir homenaje en su nombre, definiéndolo como una de las «figuras de mayor prestigio de la derecha chilena». Durante este homenaje se destacó su desempeño como senador siendo elegido varias veces como "el mejor" por los periodistas de todas las tendencias políticas.
En ocasión del homenaje, el demócrata cristiano Andrés Zaldívar, en su calidad de presidente del Senado, dijo:

Era un político, un brillante político, un gran servidor público... Soy testigo porque lo conocí en más de 40 años de vida, que todos, incluso sus detractores, los que no pensábamos como él, tenían un gran respeto por este hombre, porque todos reconocían en él a un gran servidor público, a un hombre honesto, culto, coherente con sus ideas, valiente para defenderlas, que no se avergonzaba de su convicción y militancia en la derecha chilena y de su acervo conservador.

## Historial electoral

### Elecciones parlamentarias de 1961
- Elecciones parlamentarias de 1961, candidato a senador por la Quinta Agrupación Provincial, O'Higgins y Colchagua. (Fuente: El Diario Ilustrado, 7 de marzo de 1961)

### Elecciones parlamentarias de 1969
- Elecciones parlamentarias de 1969, candidato a senador por la Séptima Agrupación Provincial, Concepción, Ñuble y Arauco. (Fuente: Diario El Mercurio, 4 de marzo de 1969)